# Ben Brooks
Ben Brooks (Gloucestershire, 1992) è uno scrittore britannico.

## Biografia
Nato nel 1992 nel Gloucestershire, vive e lavora a Berlino.
Ha esordito nella narrativa ad appena 17 anni con Fences e in seguito ha pubblicato altri 7 romanzi, 3 manuali per ragazzi e una raccolta di liriche.
Finalista con Le nostre luci al Dylan Thomas Prize nel 2012, ha vinto il Somerset Maugham Award 3 anni più tardi con Lolito.

## Opere principali

### Romanzi
- Fences (2009)
- An Island of Fifty (2010)
- The Kasahara School of Nihilism (2010)
- Le nostre luci (Grow Up), Milano, Isbn, 2011 traduzione Anna Mioni ISBN 978-88-7638-261-1.
- Upward Coast and Sadie (2012)
- Lolito, Milano, Isbn, 2014 traduzione Anna Mioni ISBN 978-88-7638-480-6.
- Everyone Gets Eaten (2015)
- Hurra (2016)

### Narrativa per ragazzi
- Storie per bambini che hanno il coraggio di essere unici (Stories for Boys Who Dare to be Different), Milano, Salani, 2018 illustrazioni di Quinton Winter ISBN 978-88-93816-97-7.
- Stories for Kids Who Dare to be Different (2018)
- Storie per bambini che vogliono cambiare il mondo (Stories for Boys Who Dare to be Different 2), Milano, Salani, 2019 illustrazioni di Quinton Winter ISBN 978-88-93819-44-2.

### Poesia
- Dasha (2018)

## Premi e riconoscimenti
- Dylan Thomas Prize: 2012 finalista con Le nostre luci
- Pushcart Prize: 2012 finalista con Le nostre luci
- Somerset Maugham Award: 2015 vincitore con Lolito